# Premier League Malti 1955-1956
Il campionato era formato da otto squadre e lo Sliema Wanderers vinse il titolo.

## Classifica finale
| Pos. | Squadra               | G  | V  | N | P | GF | GS | Punti |
| ---- | --------------------- | -- | -- | - | - | -- | -- | ----- |
| 1    | Sliema Wanderers      | 14 | 12 | 0 | 2 | 48 | 12 | 24    |
| 2    | Floriana              | 14 | 8  | 3 | 3 | 30 | 15 | 19    |
| 3    | Ħamrun Spartans F.C.  | 14 | 5  | 4 | 5 | 19 | 19 | 14    |
| 4    | Birkirkara F.C.       | 14 | 4  | 5 | 5 | 16 | 22 | 13    |
| 5    | Hibernians F.C.       | 14 | 5  | 3 | 6 | 13 | 23 | 13    |
| 6    | Valletta F.C.         | 14 | 3  | 5 | 6 | 14 | 25 | 11    |
| 7    | Rabat                 | 14 | 2  | 6 | 6 | 16 | 25 | 10    |
| 8    | Vittoriosa Stars F.C. | 14 | 3  | 2 | 9 | 11 | 26 | 8     |